# 中堂动车运用所
中堂动车运用所位于中华人民共和国广东省东莞市中堂镇穗深城际铁路中堂站北面，与中堂站纵列布置并在该站小里程端接轨引入穗深城际铁路的正线。

## 基本信息
中堂动车运用所占地约32万平方米，设检查库线4条、预留2条，存车线8条、预留6条，设临修、不落轮镟、外皮洗刷和牵出线各1条，并配套设置不落轮镟库等动车组检修设施，近远期担负珠三角城际线网广州东、白云机场、琶洲至深圳机场段运行动车组的存车及检修任务，具备CRH6型动车组的一二级修功能。

## 历史
- 2019年8月14日，中堂动车运用所静态验收报告顺利通过专家评审[1]。
- 2022年11月20日，广东珠三角城际轨道交通有限公司购买的首批两组CRH6A-A到货，暂存于中堂动车运用所[3]。

## 相册

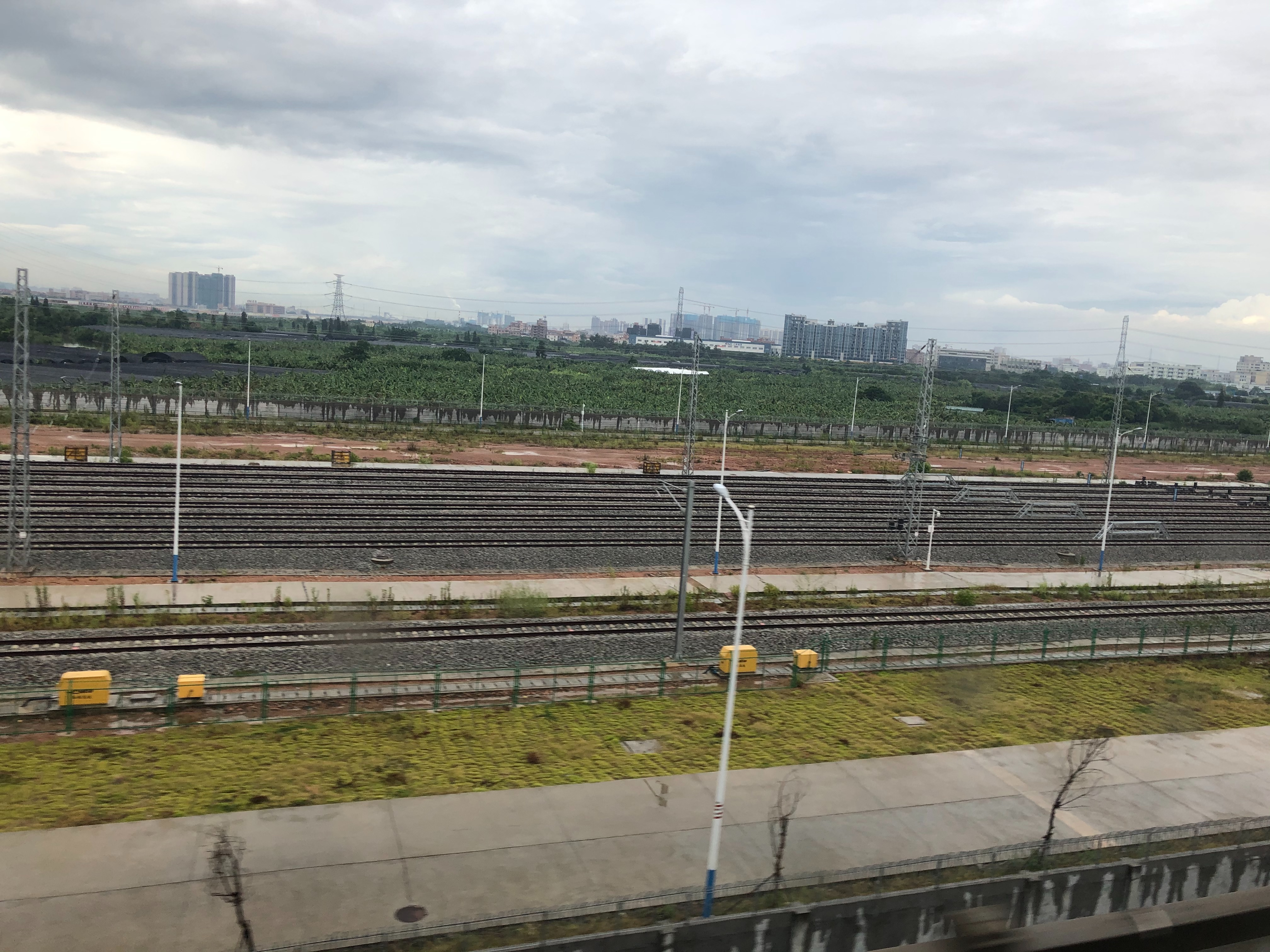
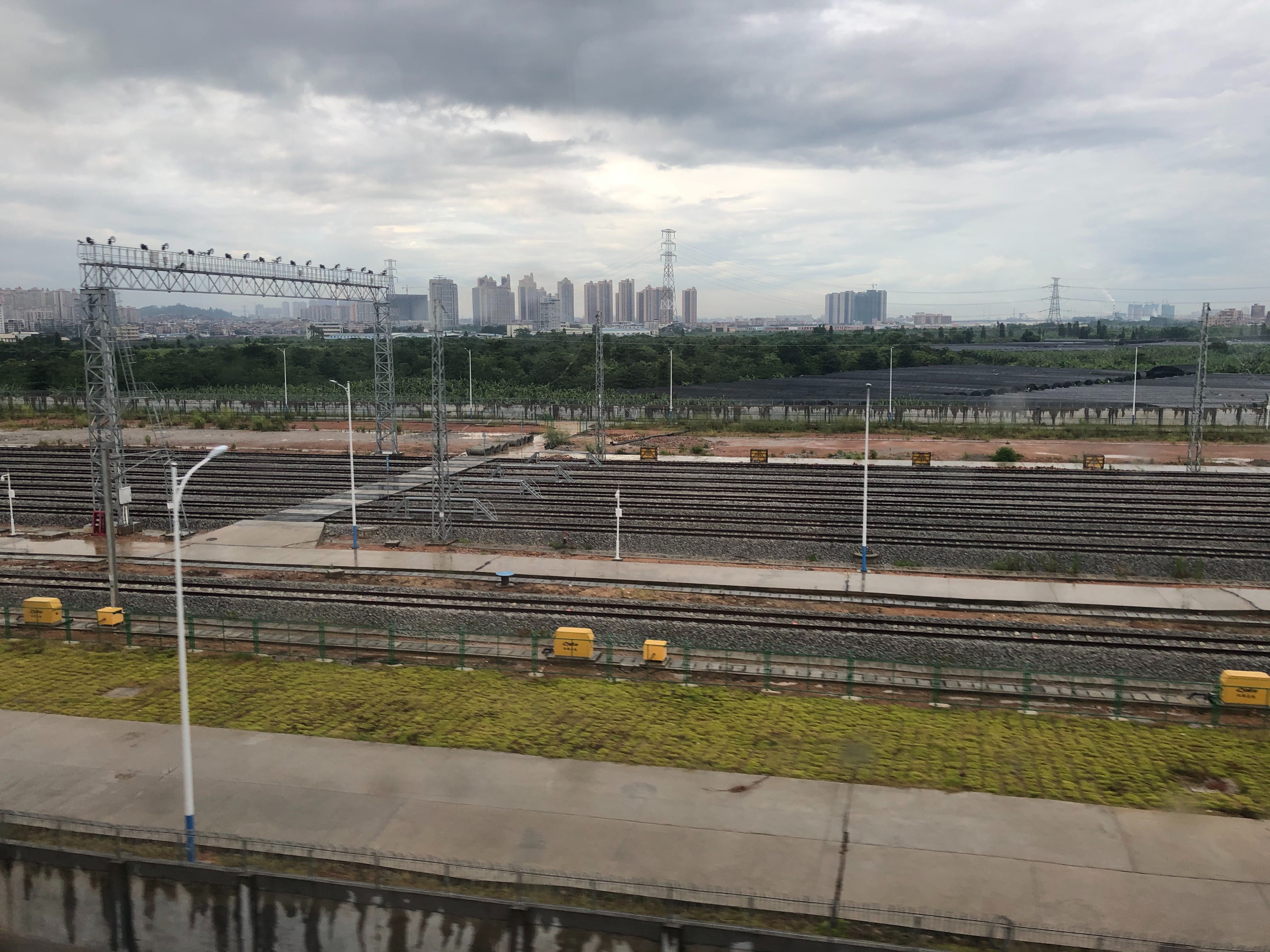
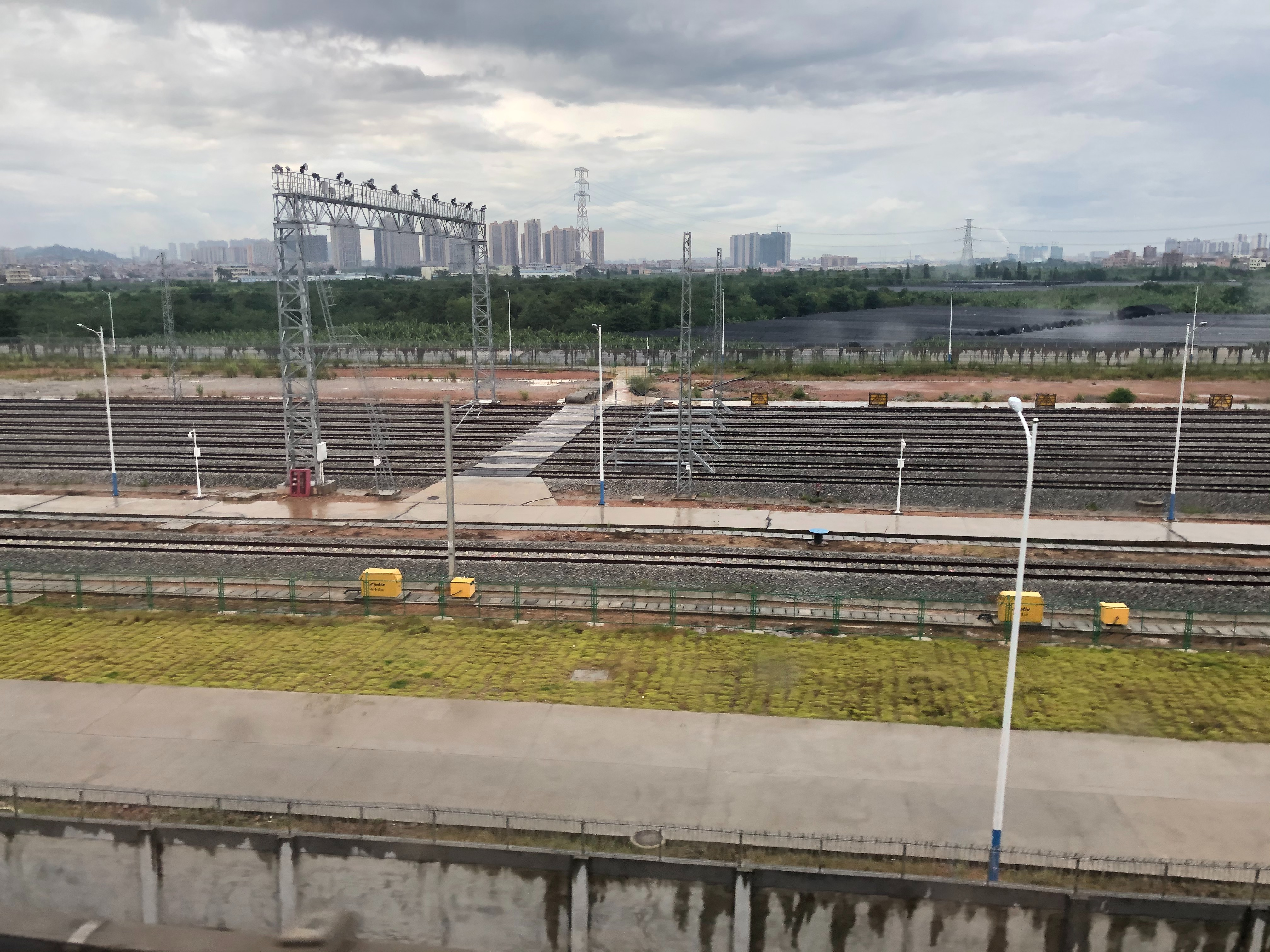